# Slag bij Bothwell Bridge
De Slag bij Bothwell Bridge (1679) was een rechtstreeks gevolg van de wederaanstelling van de Schotse koning Charles II op de troon enkele jaren eerder. Langzaam maar vastberaden onderwierp hij de religies binnen zijn koninkrijk aan strikte en soms "oneerlijke" regels. Vooral de Presbyteraanse Covenanters van Schotland voelden zich hierdoor sterk geïntimideerd en werden door de regels om hun geloof fors gekweld. 
Ondanks de onderdrukking van een eerdere kleine opstand in 1666, waarbij hardnekkige gelovigen van een onderdrukte religie in opstand kwamen tegen de militaire acties die regelmatig werden ondernomen door lokale overheidslegers op bevel van koning Charles II, werden dergelijke bijeenkomsten nog steeds regelmatig hardhandig onderbroken. Tijdens een bijeenkomst vroeg in juni 1679 wachtte het overheidsleger echter een verrassing. De door de regering gezonden dragoons werden tegemoet getreden door gewapende Covenanters (een soort verenigde tegenstanders).
Koning Charles II vorderde vervolgens zijn zoon James Scott, hertog van Monmouth, en diens leger op om de rebellerende opstandelingen opnieuw tot gevoegen te dwingen. De hertog leidde vervolgens zijn leger van zo'n 5000 man richting de rebellen. Bij Bothwell Bridge, een voor die tijd vrij grote en brede brug over de Clyde nabij het hedendaagse Hamilton ten zuidoosten van Glasgow, trof het regeringsleger een veel kleiner en minder gedisciplineerd en georganiseerd rebellenleger aan van zo'n 3 tot 4000 man.
Daar Robert Hamilton kort voordien nog zegevierde na een veel kleinschaligere veldslag nabij Drumclog, amper 25 kilometer westelijker daarvandaan gelegen, zag het er deze keer erg benauwd uit voor hem. Nadat er ongetwijfeld al wat over de rivier heen en weer was geschoten geschiedde vervolgens op 22 juni het eerste ernstige wapenfeit. Onder leiding van David Hackston, een van de weinige rebellenleiders met enige militaire ervaring, trok een kleine groep van de meest ervaren strijders onder de covenanters de brug op alwaar ze kortstondig stand hielden. Wanneer ze zonder munitie vielen moesten ze hun voorpositie alweer prijs geven. Het regeringsleger stak kort nadien de brug over waarop de rebellen vluchtten.
Het leger van hertog James nam zo'n 1000 covenanters gevangen. Zij zouden later, na hun gevangenschap in Edinburgh, naar een Engelse kolonie verscheept worden zoals dat vaak gebeurde met opstandelingen en andere 'misdadigers'.
Een opeenstapeling van nefaste factoren speelde die dag fors in het nadeel van Robert Hamilton. Hij en vooral zijn ongedisciplineerde en onervaren covenanters waren geen maat voor het ervaren en gedisciplineerde overheidsleger. Een voorspoedig gebrek aan munitie en het gebrek aan ervaring zorgden ervoor dat de moraal van de rebellen zeer laag was. Robert had ook niet de nodige ervaring om een leger van die omvang aan te voeren, wat eveneens in zijn nadeel werkte.
Gegevens
- Datum: 22 juni 1679
- Locatie: Lanarkshire (nabij Bothwell)
- Conflict: Schotse covenanter oorlog
- Partijen: Schotse overheid ↔ Covenanters
- Legersterkte: Schotse overheid: (1)5000;  Covenanters: 3000 - 4000
- Slachtoffers: Schotse overheid: verwaarloosbaar;  Covenanters: 600
- Aanvoerders: James Scott, Hertog van Monmouth (Schotse overheid), Robert Hamilton (Covenanters)